# Liste des ZNIEFF du Lot
Cette liste recense les sites classés zones naturelles d'intérêt écologique, faunistique et floristique (ZNIEFF) du département du Lot.

## Statistiques
Selon l'Inventaire national du patrimoine naturel (INPN), le Lot compte 236 sites classés zones naturelles d'intérêt écologique, faunistique et floristique.
Cependant, deux d'entre eux, limitrophes de communes du Lot, concernent uniquement le Cantal et le Tarn-et-Garonne. De ce fait, seuls 234 sites sont des ZNIEFF qui concernent chacune intégralement ou partiellement le département du Lot.
Deux types de ZNIEFF existent :
- les ZNIEFF de type I, de superficie réduite, sont des espaces homogènes d'un point de vue écologique et qui abritent au moins une espèce et/ou un habitat rares ou menacés, d'intérêt aussi bien local que régional, national ou communautaire ; ou ce sont des espaces d'un grand intérêt fonctionnel pour le fonctionnement écologique local ;
- les ZNIEFF de type II sont de grands ensembles naturels riches, ou peu modifiés, qui offrent des potentialités biologiques importantes. Elles peuvent inclure des ZNIEFF de type I  et possèdent un rôle fonctionnel ainsi qu’une cohérence écologique et paysagère.

## Liste des sites
Au 4 octobre 2021, l'INPN répertorie 215 ZNIEFF de type I et 21 ZNIEFF de type II dans le département du Lot.
En réalité, deux ZNIEFF de type I concernent uniquement les départements limitrophes du Cantal et de Tarn-et-Garonne, comme le prouvent les cartes de ces zones.
De ce fait, seules 213 ZNIEFF de type I et 21 ZNIEFF de type II concernent la Lot.

### Liste des ZNIEFF de type I
- Agrosystème du moulin de Rouby
- Bois d'Aubrelong, vallée de la Lère morte et vallons annexes
- Bois de Bagnols
- Bois des Broussiers, de Coste Longue et de Bel Castel
- Bois des Carrières
- Bois de la Croix Dominique, église de Cazes et vallons des ruisseaux de Cazes et de la Paillole
- Bois des Dames et des pechs de Mouret et de Guidon
- Bois d'Escazalous
- Bois de Felzins et des Rouquettes, roc de Gor et cours du Célé attenant
- Bois de Leyme
- Bois et ancienne carrière de Puy Blanc
- Bois et pelouse de La Grèze, pech Ginibre et combe Cave, cours du Céou à Pont-de-Rhodes
- Bois et pelouses des pechs de Ligoussou et des Mayrignacs
- Bois et pelouses sèches des collines d'Albecassagne
- Bois et pelouses sèches des Pauties
- Bois, pelouses sèches et prairies du vallon du ruisseau de Rassiels
- Bois et prairies du Chauvet
- Bois et prairies du vallon du Verboul et des combes tributaires
- Bois sec de Niaudon
- Boisement des Vitarelles
- Buttes calcaires du bassin de Maurs
- Butte de Guitard
- Carrière de Lacombe
- Cascade et gorges d'Autoire
- Causse de Lauriol
- Le Célé à Bagnac
- Cévenne de Caix
- La cévenne de Teulettes à Luzech
- Château de Castelnau-Bretenoux et environs
- Chênaie et lande du pech de Bar, du pech Pointu et de bois Grand
- Cirque de Vènes, pech Arnal et Bournac du Garrigou
- Clau de Mayou et pelouses sèches des Boissières
- Combe de l'Angle, combels tributaires et pechs attenants
- Combe de Bazos, bois de Mars, camp du Verdier et pech de Fourès
- Combes de la Damette et du Gouny et combels tributaires
- Combes de Lagasse, de Geniés et des Carmes
- Combe de Pecholié
- Combe Perdude et serres de Pern
- Corniches de Gluges
- Corniches et landes de Place Grande
- Coteau sec de Borie
- Coteau du Champs de Lafage
- Coteaux de Creysse
- Coteaux de Hauteserre et du pech Arras
- Coteaux et pech de Lacave à Rocamadour
- Coteaux de la Longagne et de Bistournayre
- Coteaux de Montcabrier
- Coteaux de Tournon-d'Agenais et de Courbiac
- Cours inférieur du Lot
- Cours moyen du Lot
- Cuzoul de Frayssinet
- Dolmen de la Pierre Martine
- La Dordogne quercynoise
- Environs de Pierres-Blanches
- Étangs et bocage d'Issepts et d'Assier
- Falaise et  grotte de Presque
- La Fin du Monde, Puczats, Pique Merle et roc de Conte
- Gorges de Landorre, vallée du ruisseau de Bondoire et combes tributaires
- Grotte de la Fineau
- Grottes de la Forge et environs
- Habitats humides et prairies du ruisseau de Saint-Romain
- Haute vallée du Bervezou et Béale de Pétignoux
- Haute vallée du Drauzou
- Haute vallée du Lendou et serres de Cézac
- Igue d'Aujols, pech de la Barre et de Frayruc
- Lac de Bannac
- Landes et pelouses sèches du Boulvé
- Landes, pelouses sèches et bois des Escloupars et des pechs de Cuzals et de Gorse
- Landes, bois et zones tourbeuses du Frau de Lavercantière, hauts-vallons des ruisseaux du Dégagnazès, de la Malemort et du Rivalès
- Landes et forêt de Montclar
- Landes et pelouses sèches de La Terre
- Landes et corniches rocheuses de Vers
- Marais de Bonnefont
- Marais de la Fondial
- Marais et pelouses de Lamothe-Timbergue
- Marais de Saint-Cirq-Madelon
- Massif forestier de Lacapelle-Marival
- Mont Saint-Cyr et environs, pechs et combes calcaires au sud de Cahors entre Saint-Georges et Le Montat
- Montagne de Gaïfié et combes des ruisseaux de l'Oule et de Soubeyre
- Le moulin du Touron
- Parois rocheuses et versants rocailleux de Montbrun
- Pech de Barreau, Barnac, vallées des ruisseaux de Flottes et d'Auronne et combes tributaires
- Pechs et coteaux secs de Bouziès-Bas et de Cabrerets
- Pech de Fumades et forêt de Montclar
- Pech de Lavayssière et bord de l'Ouysse à Thémines
- Pech Peyrou, pech Merlé et moulin de Lestrou
- Pech Piélat et combe de la Coulière et de la Faurie
- Pech et pentes forestières de Pinsac
- Pech de la Rode
- Pech Roudé et bois Grand
- Pech de Saint-Jean
- Pelouse acide de la Tuilerie
- Pelouses des Bories et de Cournesse et prairies des Terriers
- Pelouses calcicoles des coteaux de la Thèze
- Pelouses calcicoles de Montayral
- Pelouses calcicoles de Thézac
- Pelouses et bois du pech de Martane, de Bonnet et du combel Nègre
- Pelouses landes et bois de la combe Bédis, du pech Ladret et du bois Commun
- Pelouses, landes et bois du Midi des Raxols, des Cotes et du Travers de l'Igue
- Pelouses, landes et bois du mont Panicou, de Terret, de Belleguine et de la combe Duberte
- Pelouses, landes et bois des pechs Bédel et Abudel et de la combe Mirgouillère
- Pelouses et landes des Serres, bois de Peyrefie et pech de Naudy
- Pelouses marno-calcaires du plateau de Belfort-du-Quercy et Labastide-de-Penne
- Pelouses rocailleuses et paroi rocheuse de Poudens
- Pelouses sèches des Bouyguettes, cultures du Pesquié et ruisseau du Tréboulou
- Pelouses sèches des Bouyssols et de Conquefaunes
- Pelouses sèches de Camp Ramon
- Pelouses sèches du Champ de Dual et combes boisées de Couanac
- Pelouses sèches sur calcaire de Fons
- Pelouses sèches, bois et prairies de Lathaillade
- Pelouses sèches et bois de la partie Nord du causse de Gramat et rivière souterraine de Padirac
- Pelouses sèches du pech Carlat et prairies humides du Saint-Matré
- Pelouses sèches de la Pissarate et des Saques
- Pelouses sèches du Pouillou, des Alix et de la Bouriane
- Pelouses sèches de Ramps
- Pelouses sèches et landes du vallon du rieu de Paramelle
- Pelouses sèches et prairies naturelles de Traverses et pech Lugol
- Pelouses sèches et versant rocheux du pech d'Angély
- Pentes forestières des Bouygues
- Pentes forestières d'Ourjac et Mézels
- Pentes forestières du puy d'Issolud
- Pentes forestières du Roc
- Plan d'eau des Sagnes
- Plateaux et penchants de Bagor et Las Cabanels
- Plateau de Floressas, combe de Lagard Basse, coteaux attenants et coteaux de Grézels
- Plateau de Marcenac et de Saint-Hilaire
- Prairies du Cambous
- Prairies du haut-vallon de la Petite Barguelonne et du ruisseau de Saint-Jean
- Prairies du mas de Cousis
- Prairies du ruisseau de Peyrilles
- Prairies et bois humides du ruisseau du Pic
- Prairies et milieux aquatiques de la Guierle Basse et de Cap Sourdoux
- Prairies et pelouses sèches de la combe de Nougayrouse
- Prairies humides et rivière de la Bave
- Prairies humides de Lasprades
- Prairies humides du Marguil
- Prairies humides de la Mouline et du Moulineau
- Prairies humides du ruisseau des Rousties
- Prairies naturelles de Beaumat
- Prairies naturelles de Prairie Grande et ses environs
- Prairies naturelles de la vallée de la Lupte
- Prairies naturelles de la vallée de la Tourmente
- Prairies naturelles des ruisseaux de Rignac et du Paillé
- Prairies naturelles et boisements de la combe Molière et du bos del Moussur
- Puech boisé de Pierre Grosse
- Rendzine du pech dominant Boulbènes Basses
- Rivière Célé
- Rivière de la Cère et ruisseau d'Orgues
- Rocher Sainte-Marie, puech d'Aussel, vallon du Limon et combes tributaires
- Roselière et bois marécageux de Lentour
- Ruisseaux affluents du Vert à Gigouzac
- Ruisseaux du Bondou, de la Jonquière et bois des Dames
- Ruisseau du Cacrey
- Ruisseaux d'Escalmels, du Theil et basse vallée de la Ressègue
- Ruisseau du Lemboulas et ruisseaux affluents
- Ruisseau de Pont de Mol
- Le ruisseau Noir
- Secteur bocager de bois de Valon, font Rebonde et pech Mezo
- Serpentines de Paramelle
- Serres de Caillavel
- Serres du Cluzel, du Cayroux Barrats, de Barbarou et de la Paillole
- Serres du Cruzoul et de Lissan
- Serres de Lalbenque
- Serres de Pech Tondut et de Doumary
- Serres de Saint-Pantaléon, Villesèque et Bagat-en-Quercy
- Serres de Saint-Paul-de-Loubressac
- Source, prairies et bois humides de la Devèze
- Travers de Guilhem
- Vallée du Blagour
- Vallée du Cayla, bois du Grand Communal et de la Luzette
- Vallée de la Doue, raysse de Murel et pech de Lafont
- Vallée de la Masse entre le Périé et la Passade
- Vallées de l'Ouysse et de l'Alzou
- Vallée de la Rauze et vallons tributaires
- Vallées des ruisseaux du Bournac et de Font d'Erbies et combes tributaires
- Vallée du ruisseau de Nouaillac
- Vallée de la Sagne
- Vallée du Sibergues
- Vallée du Vers
- Vallons bocagers du ruisseau de Boulat et des cours d'eau tributaires
- Vallon du ruisseau des Albenquats et combes sèches tributaires
- Vallon du Bartassec et coteaux attenants
- Vallon du ruisseau de Cieurac
- Vallon du ruisseau du Rieutord
- Versant de la vallée de la Dordogne entre Saint-Denis-lès-Martel et Copeyre
- Versant de la vallée du Lot et pechs attenants entre Laumet et Mondies
- Versants rocailleux des Devèzes et des Travers
- Vieux arbres de Nougayrol
- Vieux chênes de Cantegrel
- Vieux chênes de La Pannonie
- Zone centrale du causse de Gramat
- Zone des volcans, des ségalas et de l'aérodrome de Cahors - Lalbenque
- Zones humides de Cantagrel, du moulin de Carrié et de Lafont
- Zones humides de Combet
- Zones humides du Fraysse et des Landes
- Zones humides du mas del Puech et de Lasbeyssières
- Zones humides du Mascour et de Benne
- Zones humides du moulin de la Courtine et de la Remise
- Zones humides de Mourèze
- Zones humides du pech Gros
- Zones humides des ruisseaux de Burgalières et de Pétarot ainsi que l'étang de Cün
- Zones humides du ruisseau de Combard et du ruisseau de Poutiac
- Zones humides du ruisseau de Douzet
- Zones humides du ruisseau de Goutepeyrouse et de l'amont du ruisseau du Bousquet
- Zones humides du ruisseau de Laborie et du ruisseau de Brullet
- Zones humides des ruisseaux de Lavergne-Basse et de Saint-Cirgues
- Zones humides du ruisseau de Liffernet
- Zone humide du ruisseau de Murat
- Zones humides des ruisseaux de l'Ombre et de Veyrole
- Zones humides du ruisseau de Palsou
- Zones humides de Saint-Perdoux
- Zones humides de la vallée d'Embordes, de la basse vallée du Sargaliol et de la haute vallée du Veyre
- Zones humides du Veyre

#### ZNIEFF detype Ihors département du Lot
Deux ZNIEFF de type I attribuées au département du Lot concernent uniquement deux départements limitrophes :
- Plan d'eau la Majoufle[Note 1],[2],[3] ;
- Prairies humides de Labarthe[Note 2],[4],[5].

### Liste des ZNIEFF de type II
- Basse vallée du Célé
- Basse vallée de la Tourmente
- Bassin de la Bave
- Bassin de Maurs et sud de la Châtaigneraie
- Bassin du Mamoul
- Causse de Caylus, vallée de Sietges et haute vallée de la Lère
- Coteaux du Boudouyssou
- Coteaux de Thézac et Montayral
- Cours inférieur de la Bave
- La Dordogne
- Haut bassin du Drauzou
- Moyenne vallée du Lot
- Plateau et bassin d'alimentation du système karstique de Padirac
- Ruisseaux de l'Herm et de la Masse
- Ségala lotois : bassin du Célé
- Vallée et gorges de la Cère
- Vallée de la Dordogne quercynoise
- Vallée d'Escalmels
- Vallée du Lot (partie Aveyron)
- Vallée et coteaux de la Thèze
- Vallée du Vert